# Lodewijk Prins
Lodewijk Prins (27 de janeiro de 1913 - 11 de novembro de 1999) foi um jogador de xadrez dos Países Baixos, com diversas participações nas Olimpíadas de xadrez. Prins participou de todas as edições entre 1937 a 1968. Em 1939 e 1950 conquistou a medalha de prata individual no quarto e terceiro tabuleiro, respectivamente e em 1968 a medalha de bronze individual no segundo tabuleiro reserva.